# Marsangy
Marsangy is een gemeente in het Franse departement Yonne (regio Bourgogne-Franche-Comté) en telt 692 inwoners (1999). De plaats maakt deel uit van het arrondissement Sens.

## Geografie
De oppervlakte van Marsangy bedraagt 14,5 km², de bevolkingsdichtheid is 47,7 inwoners per km².
De onderstaande kaart toont de ligging van Marsangy met de belangrijkste infrastructuur en aangrenzende gemeenten.

## Demografie
Onderstaande figuur toont het verloop van het inwonertal (bron: INSEE-tellingen).